# Astragalus webberi
Astragalus webberi är en ärtväxtart som beskrevs av Asa Gray. Astragalus webberi ingår i släktet vedlar, och familjen ärtväxter. Inga underarter finns listade i Catalogue of Life.